# Mecynogea ocosingo
Mecynogea ocosingo är en spindelart som beskrevs av Levi 1997. Mecynogea ocosingo ingår i släktet Mecynogea och familjen hjulspindlar. Inga underarter finns listade i Catalogue of Life.